# 施特克瑟
施特克瑟是德国下萨克森州的一个市镇。总面积38.57平方公里，总人口1389人，其中男性722人，女性667人（2011年12月31日），人口密度36人/平方公里。